# Frifallslivbåt

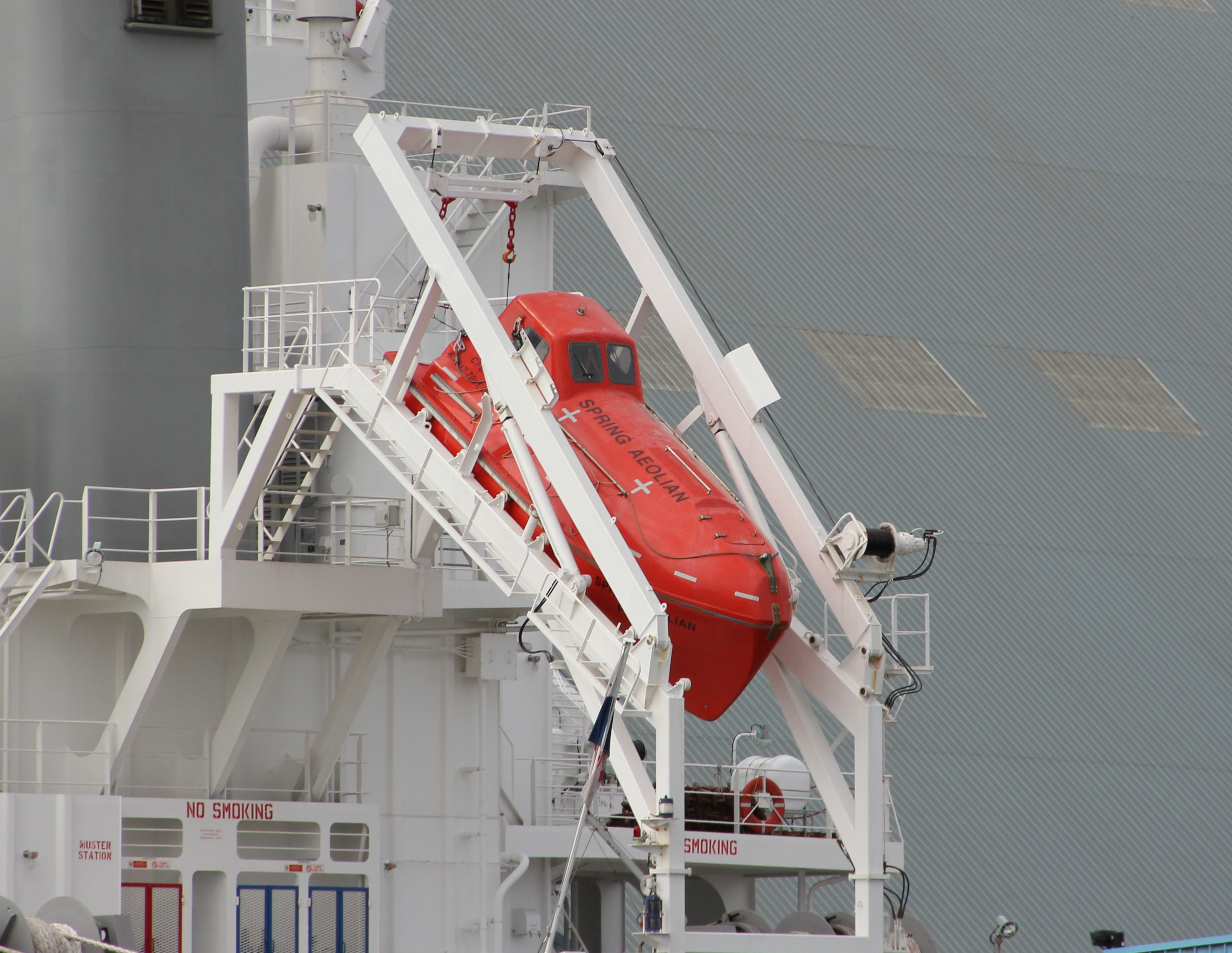
Frifallslivbåt på ramp

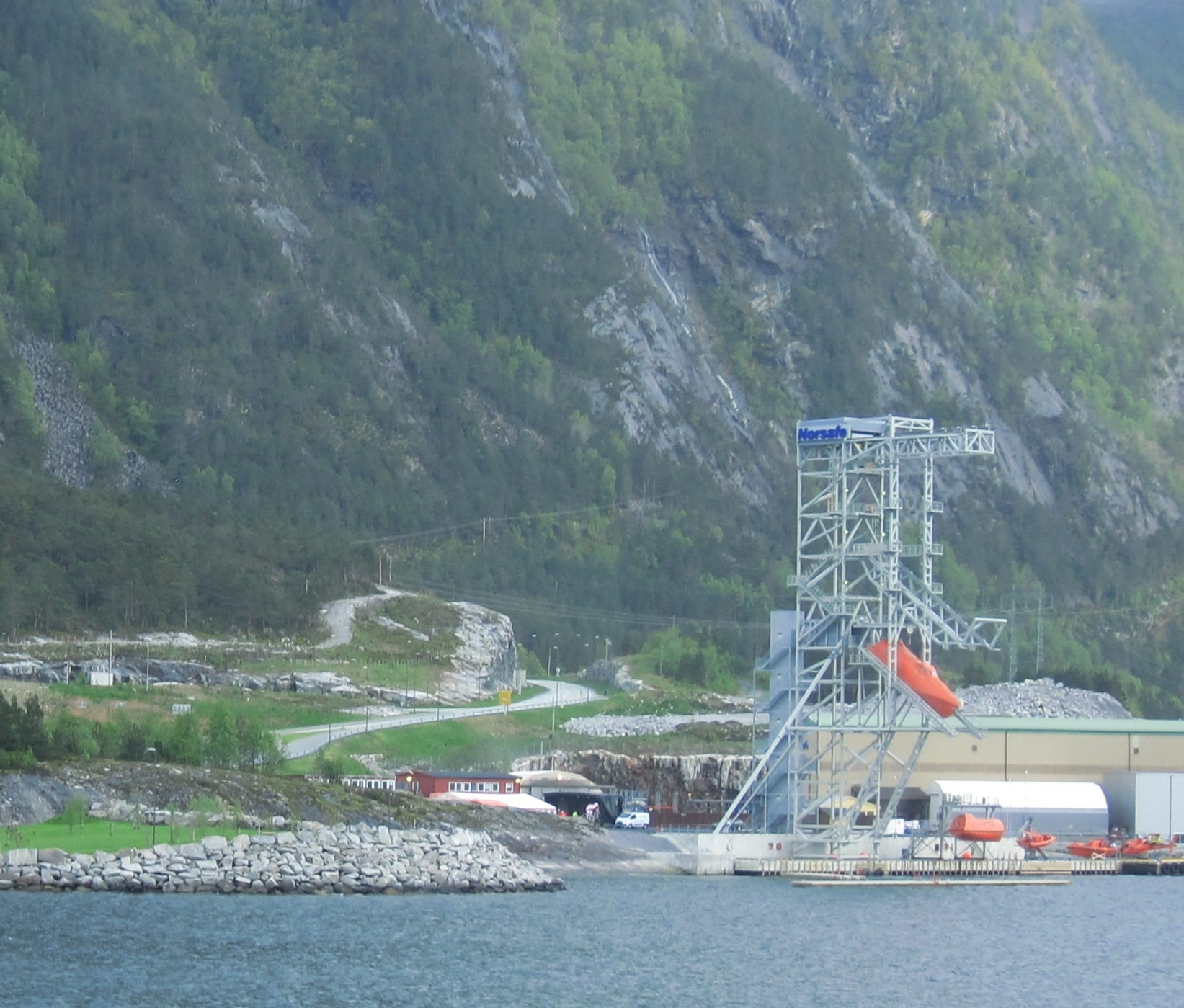
Norsafes testanläggning för frifallslivbåtar i Årsnes i Rosendal i Hardanger i Norge

En frifallslivbåt är en livbåt som släpps ned i vattnet i fritt fall vid evakuering från ett fartyg eller en oljeplattform i nödsituationer.
Frifallslivbåtar är monterade i ramper med en fallhöjd som kan vara över 25 meter. Vid sjösättning trycker en hydraulkolv upp livbåten så att en spärr släpper, varefter den glider längs rampen, tippar något och faller ned i vattnet med bogen först. Den skär ned i brant vinkel i vattnet många meter.
Livbåtarna tillverkas i material som stål, aluminium, komposit, glasfiber-, aramid- eller kolfiberarmerad plast. De passar dåligt i grunda vatten och i isbelagda farvatten.

## Historik
Svensken A.E. Falk fick 1897 patent på en frifallslivbåt, vilken var avsedd att glida av akterut på ett fartyg, men hans livbåt kom aldrig att tillverkas.
Nederländska Verhoef Aluminium B.V. utvecklade 1961 de första frifallslivbåtarna, vilka var ubåtslika, byggdes i en aluminiumlegering och var konstruerade för sex meters fallhöjd.
De nordiska ländernas sjöfartsmyndigheter gav 1973 uppdrag till Norges marinteknologiska institut i Trondhjem att utveckla ett nytt sjösättningssystem för livbåtar. Numera tillverkas frifallslivbåtar av flera tillverkare, bland andra Verhoef i Nederländerna, Norsafe i Norge och österrikiska Palfinger. En 18 meter lång frifallslivbåt för upp till 84 personer kan utan passagerare väga 30 ton.

## Bärgning av frifallslivbåtar
För att bärga frifallslivbåtar tillämpas två system: antingen ett ovanpå sjösättningsrampen integrerat bärgningssystem eller en enkel ramp med en kran. En frifallslivbåt är dock inte ägnad att också fungera som en räddningsbåt ombord på ett fartyg.